# 2012年7月英國

## 7月27日
2012年夏季奥林匹克运动会在伦敦开幕。

## 7月10日
- 下議院今日就一項有關上議院改革方案的動議表決，預料會有最多100名執政保守黨議員倒戈投反對票，而在野工黨也會投反對票。保守黨籍外相夏偉林呼籲所有保守黨議員支持由自民黨提出的改革方案，又強調動議是對聯合政府的一個「考驗」。BBC （页面存档备份，存于）
- 涉嫌捲入倫敦同業拆息利率操縱醜聞的巴克萊銀行前任行政總裁戴蒙德決定自願放棄約值最多2,000萬英鎊的花紅，但會全數領取總值200萬英鎊的薪酬和福利。BBC （页面存档备份，存于）
- 英揆大衛·卡梅倫在唐寧街首相府會見上任後首次到訪英國的法國總統奧朗德。兩人會面後均認同歐盟的預算不應增長至「不可接受」的水平，卡梅倫特別承諾英法兩國應有更大程度的「合作」，他又支持歐元區國家應該成立一個銀行聯盟。BBC （页面存档备份，存于）

## 7月8日
- 英國華僑一家四口去年4月在北安普敦郡寓所的滅門慘案有新進展，英國警方在國際刑警的協助下於摩洛哥拘捕姓杜的52歲華商嫌犯。據了解，嫌犯案發前與女戶主有生意糾紛。BBC （页面存档备份，存于）
- 聯合政府提出改革上議院的方案遭到下院阻力，消息指執政保守黨最多會有上百名議員在本周投票反對一項有關於上院改革的議案。此外，聯合政府計劃提出動議，限令要下院在10天內完成討論改革方案，引來在野工黨強烈不滿。自民黨籍商務大臣祈維信表示，三大黨派在2010年大選的時候均承諾改革上議院，他呼籲計劃倒戈的保守黨議員支持改革，並以「務實」態度審議方案。BBC （页面存档备份，存于）

## 7月5日
- 下議院財政專責委員會討論巴克萊銀行涉嫌操控倫敦同業拆息利率一事，並邀請於前日引咎辭任該行行政總裁的戴蒙德作供。戴蒙德表示對事件感到「歉意、失望和憤怒」，認為涉事的職員應該受到「指摘」，又辯稱自己到月初才真正了解事件的嚴重性。BBC （页面存档备份，存于）
- 在野工黨黨魁文立彬在下議院首相答問環節中，要求政府就巴克萊銀行涉嫌操控倫敦同業拆息利率的醜聞委任法官主持獨立調查委員會，並同時調查整個銀行業的操守問題；但英揆大衛·卡梅倫堅持由國會主持調查委員會，又認為調查範圍只應限於醜聞本身。卡梅倫較早前指醜聞「駭人聽聞」和「令人髮指」，雖然巴克萊銀行已被英美監管當局重罰2.9億英鎊，但美國司法部已就事件展開刑事調查，而英國執法當局也正在考慮是否跟隨。BBC （页面存档备份，存于）

## 7月2日
- 國防部證實三名英兵在阿富汗南部赫爾曼德省遇襲身亡，其中兩名軍人隸屬威爾斯衛隊第一營，另一人隸屬於皇家訊號兵團，過去三年已有14名英軍在阿富汗遭伏擊身亡。BBC （页面存档备份，存于）
- 去年辭職的保守黨籍前國防大臣霍理林醫生在一個公開場合發言時認為，如果英國不重整和重新審視與歐盟的關係，就應該退出歐盟。英揆大衛·卡梅倫較早前表示會考慮就英國與歐盟的前途舉行公投，但呼籲各方保持「刻制」。BBC （页面存档备份，存于）

| 依月份排列新聞動態 |
| \| - 2014年英國：1月 - 2月 - 3月 - 4月 - 5月 - 6月 - 7月 - 8月 - 9月 - 10月 - 11月 - 12月 - 2013年英國：1月 - 2月 - 3月 - 4月 - 5月 - 6月 - 7月 - 8月 - 9月 - 10月 - 11月 - 12月 - 2012年英國：1月 - 2月 - 3月 - 4月 - 5月 - 6月 - 7月 - 8月 - 9月 - 10月 - 11月 - 12月 - 2011年英國：1月 - 2月 - 3月 - 4月 - 5月 - 6月 - 7月 - 8月 - 9月 - 10月 - 11月 - 12月 - 2010年英國：1月 - 2月 - 3月 - 4月 - 5月 - 6月 - 7月 - 8月 - 9月 - 10月 - 11月 - 12月 - 2009年英國：1月 - 2月 - 3月 - 4月 - 5月 - 6月 - 7月 - 8月 - 9月 - 10月 - 11月 - 12月 - 2008年英國：1月 - 2月 - 3月 - 4月 - 5月 - 6月 - 7月 - 8月 - 9月 - 10月 - 11月 - 12月 檢閱 \| |
| - 2014年英國：1月 - 2月 - 3月 - 4月 - 5月 - 6月 - 7月 - 8月 - 9月 - 10月 - 11月 - 12月 - 2013年英國：1月 - 2月 - 3月 - 4月 - 5月 - 6月 - 7月 - 8月 - 9月 - 10月 - 11月 - 12月 - 2012年英國：1月 - 2月 - 3月 - 4月 - 5月 - 6月 - 7月 - 8月 - 9月 - 10月 - 11月 - 12月 - 2011年英國：1月 - 2月 - 3月 - 4月 - 5月 - 6月 - 7月 - 8月 - 9月 - 10月 - 11月 - 12月 - 2010年英國：1月 - 2月 - 3月 - 4月 - 5月 - 6月 - 7月 - 8月 - 9月 - 10月 - 11月 - 12月 - 2009年英國：1月 - 2月 - 3月 - 4月 - 5月 - 6月 - 7月 - 8月 - 9月 - 10月 - 11月 - 12月 - 2008年英國：1月 - 2月 - 3月 - 4月 - 5月 - 6月 - 7月 - 8月 - 9月 - 10月 - 11月 - 12月 檢閱       |